# Petrovice u Sušice
Petrovice u Sušice (en allemand : Petrowitz) est une commune du district de Klatovy, dans la région de Plzeň, en République tchèque. Sa population s'élevait à 630 habitants en 2021.

## Géographie
Petrovice u Sušice se trouve à 23 km au sud-est de Klatovy, à 59 km au sud de Plzeň et à 120 km au sud-ouest de Prague.
La commune est limitée par Velhartice et Mokrosuky au nord, par Hrádek et Sušice à l'est, par Hartmanice au sud, et par Hlavňovice à l'ouest.

## Histoire
La première mention écrite de la localité date de 1319.

## Administration
La commune se compose de dix-huit sections :
- Břetětice
- Částkov
- Dolní Kochánov
- Františkova Ves
- Chamutice
- Jiřičná
- Kojšice
- Maršovice
- Nová Víska
- Pařezí
- Petrovice u Sušice
- Posobice
- Rovná
- Strunkov
- Svojšice
- Trsice
- Vojetice
- Žikov

## Galerie

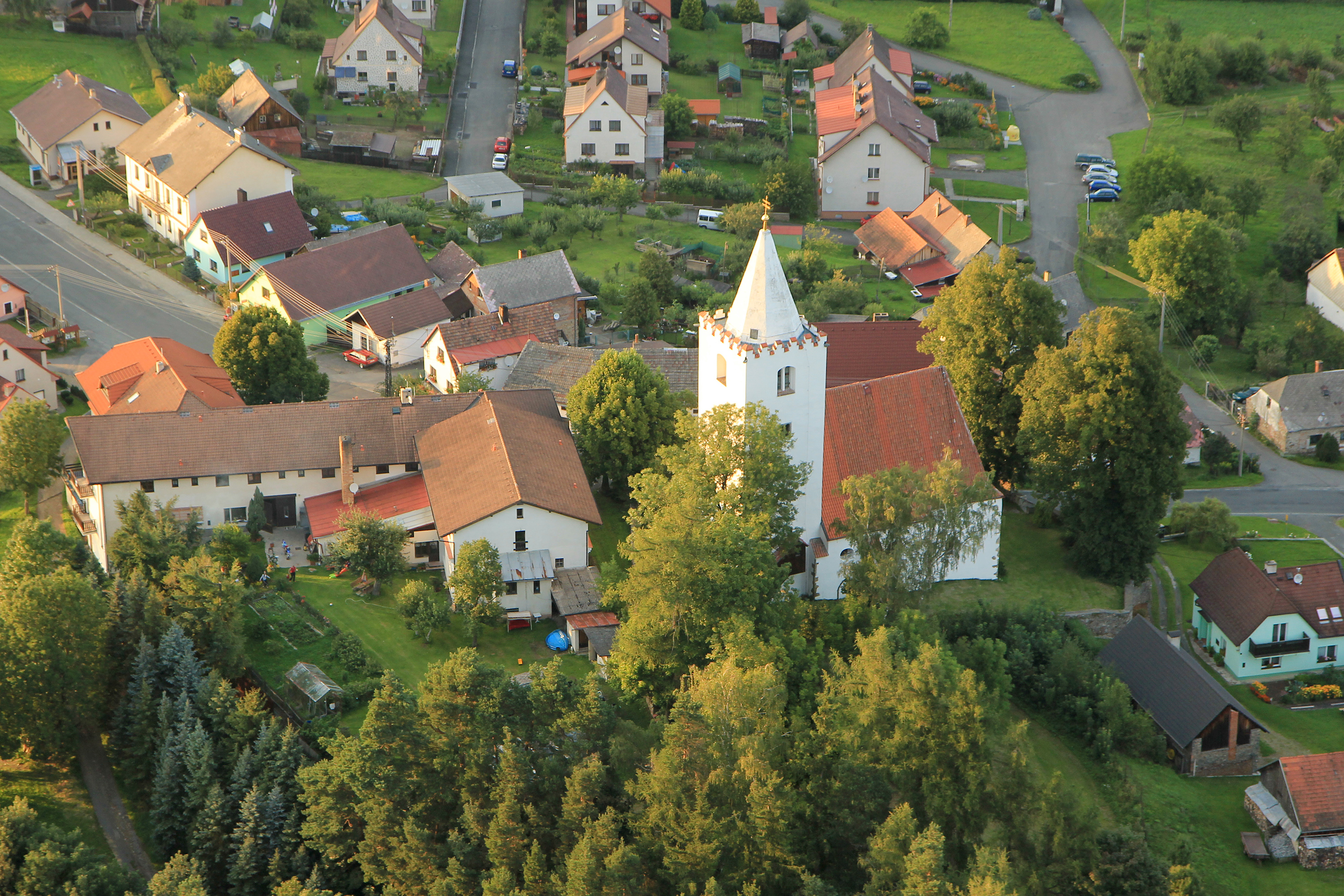
Centre de Petrovice u Sušice.
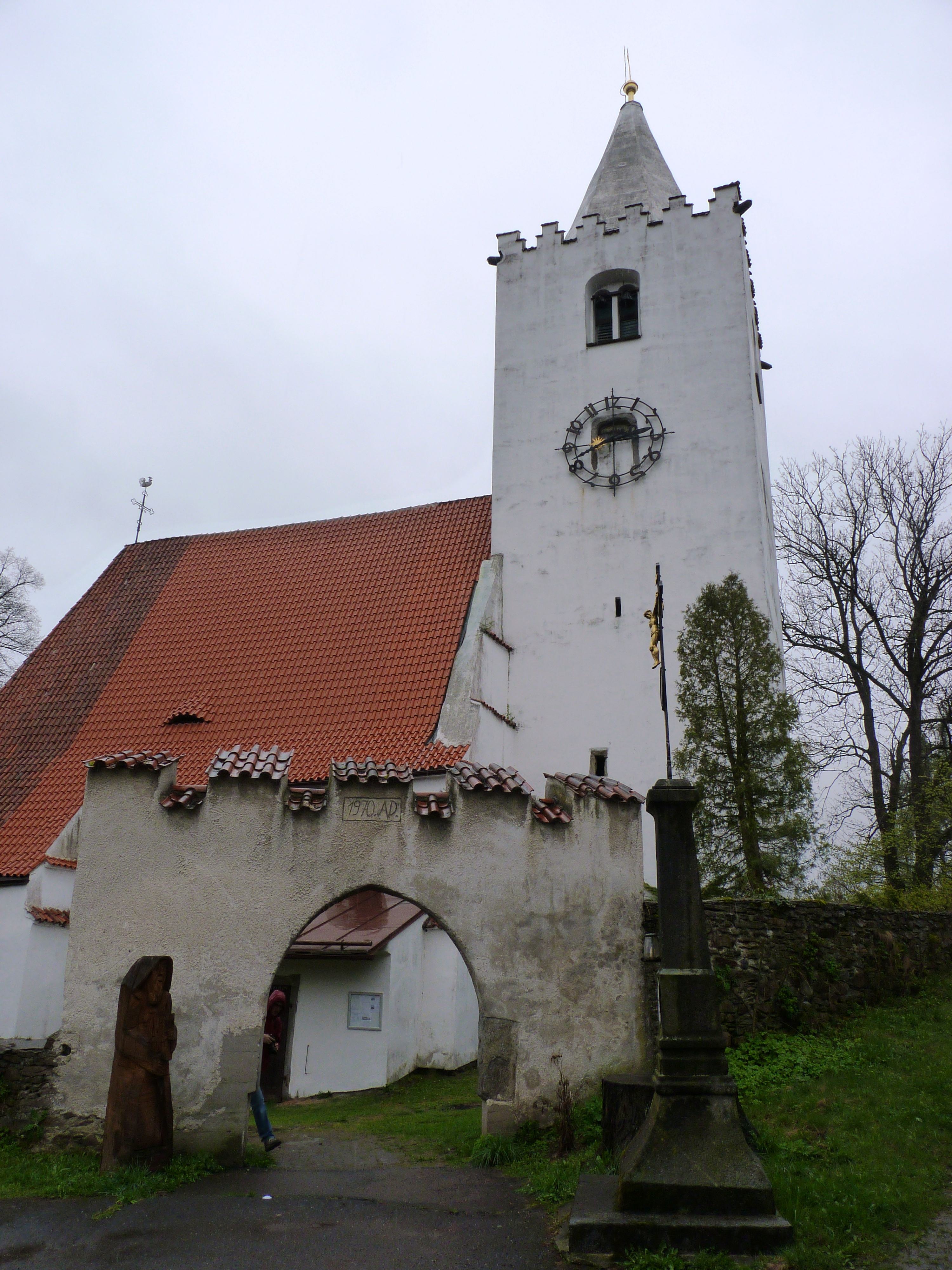
Église Saints-Pierre-et-Paul.
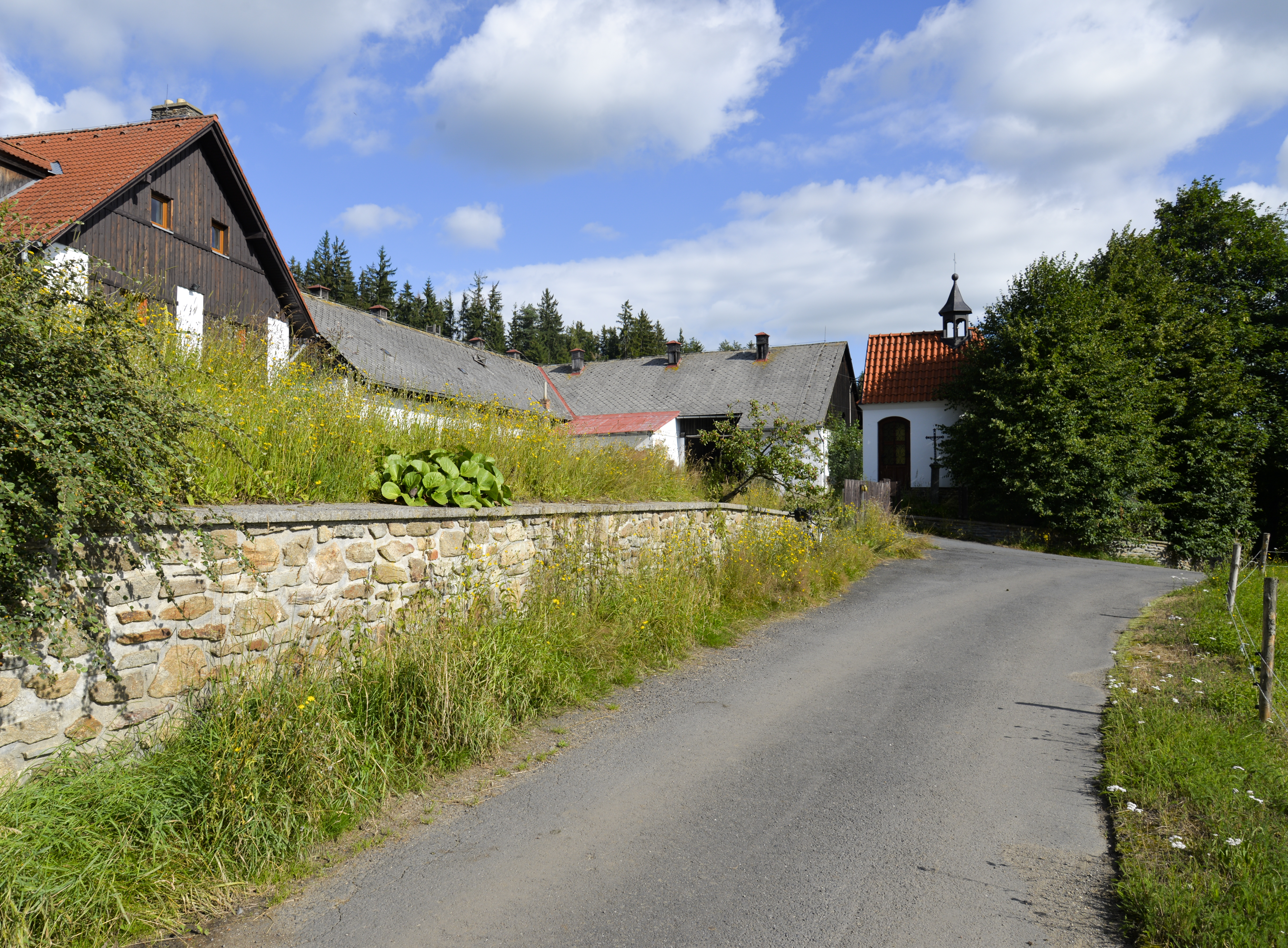
Dolní Kochánov.

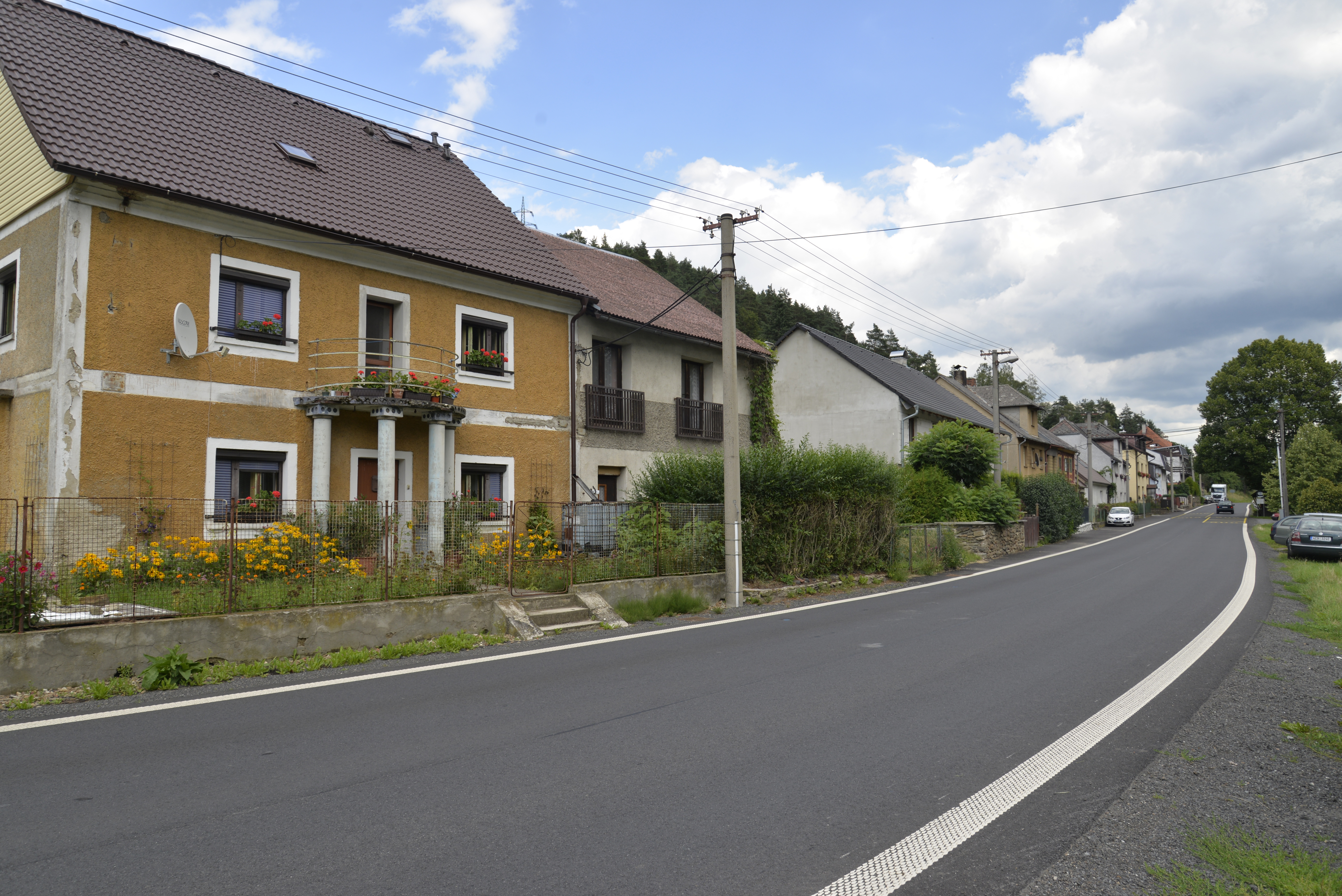
Village de Františkova Ves.
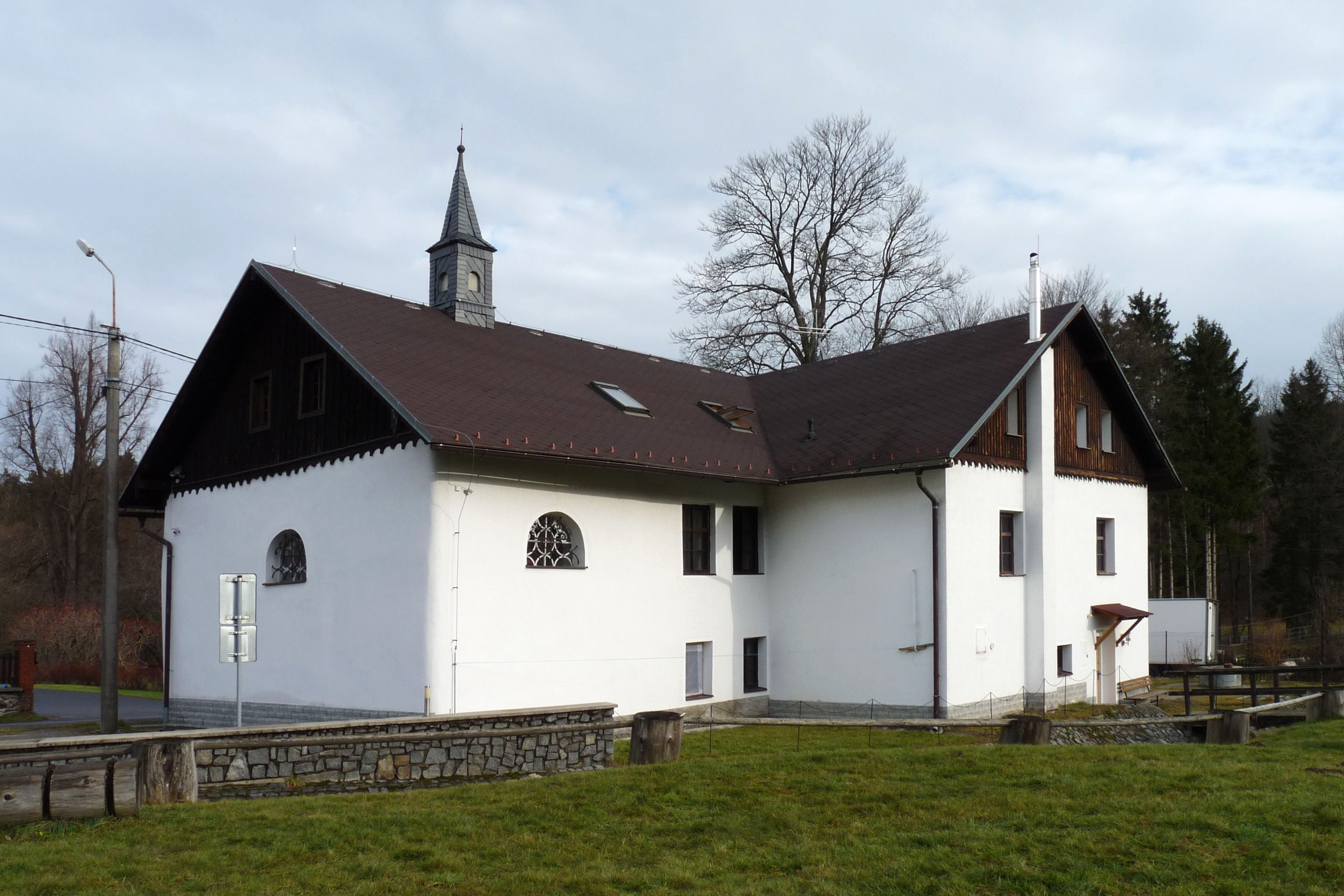
Château Hrnčíř à Jiřičná.

## Transports
Par la route, Petrovice u Sušice se trouve à 7 km de Sušice, à 26 km de Klatovy, à 70 km de Plzeň et à 139 km de Prague.